# Rush - Corsa all'oro
Rush - Corsa all'oro (Rush) è una serie televisiva australiana in 26 episodi trasmessi per la prima volta nel corso di 2 stagioni dal 1974 al 1976.
È una serie drammatica a sfondo avventuroso ambientata durante l'epoca della corsa all'oro nello stato australiano di Victoria (anni 1850). Le due stagioni differiscono sia nel cast che nell'ambientazione: la prima è ambientata a Crocker's Creek (girata a Melbourne), la seconda a Turon Springs (girata a Sydney).

## Personaggi e interpreti
- Sergente Robert McKellar (25 episodi, 1974-1976), interpretato da John Waters.
- Constable Emile Bizard (13 episodi, 1976), interpretato da Alain Doutey.
- Sovrintendente James Kendall (13 episodi, 1976), interpretato da Vincent Ball.
- Sarah Lucas (12 episodi, 1974), interpretata da Olivia Hamnett.
- Commissario Edmund Fitzalan (12 episodi, 1974), interpretato da Brendon Lunney.
- Dottor David Woods (12 episodi, 1974), interpretato da Peter Flett.
- Lansdowne (12 episodi, 1974), interpretato da Alwyn Kurts.
- George Williams (12 episodi, 1974), interpretato da Max Meldrum.
- Jessie Farrar (10 episodi, 1976), un da Jane Harders.

### Guest star
Tra le guest star: Crystal Allen, Gerard Kennedy, Michael Craig, Terence Donovan, Rod Mullinar.

## Produzione
La serie fu prodotta da Antenne-2, Australian Broadcasting Corporation, Portman Productions e Scottish-Global Enterprises e girata a Belrose, sobborgo di Sydney, e nello stato di Victoria, in Australia. Le musiche furono composte da George Dreyfus.

### Registi
Tra i registi sono accreditati:
- David Zweck in 5 episodi (1974)
- Frank Arnold in 4 episodi (1976)
- Michael Jenkins in 4 episodi (1976)
- Rob Stewart in 4 episodi (1976)
- Douglas Sharp in 3 episodi (1974)
- Keith Wilkes in 3 episodi (1974)
- Eric Taylor

### Sceneggiatori
Tra gli sceneggiatori sono accreditati:
- James Davern in 6 episodi (1974-1976)
- Colin Free in 4 episodi (1976)
- Ted Roberts in 4 episodi (1976)
- Sonia Borg in 3 episodi (1974)
- David Boutland in 2 episodi (1974-1976)
- Howard Griffiths in 2 episodi (1974)

## Distribuzione
La serie fu trasmessa in Australia dal 20 agosto 1974 al 31 maggio 1976 sulla rete televisiva Australian Broadcasting Corporation. In Italia è stata trasmessa con il titolo Rush - Corsa all'oro.
Alcune delle uscite internazionali sono state:
- in Australia il 20 agosto 1974 (Rush)
- in Francia il 28 novembre 1976
- in Svezia il 18 aprile 1981 (Guldrush)
- in Germania Est (Jagd nach Gold)
- in Italia (Rush - Corsa all'oro)

## Episodi
| Stagione         | Episodi | Prima TV Australia |
| ---------------- | ------- | ------------------ |
| Prima stagione   | 13      | 1974               |
| Seconda stagione | 13      | 1976               |